# Petroica ventregroga oriental
La petroica ventregroga oriental (Eopsaltria australis) és un ocell de la família dels petròicids (Petroicidae).

## Hàbitat i distribució
Habita boscos, selva i ciutats australianes, des de la costa nord-est de Queensland, a través de l'est de Nova Gal·les del Sud fins l'est i sud de Victòria i sud-est d'Austràlia Meridional.